# Битва на реке Берре
Битва на реке Берре — сражение к югу от города Нарбонны в рамках арабского вторжения в Галлию, состоявшееся в 737 году, когда франкские войска во главе с Карлом Мартеллом разбили арабские подкрепления во главе с Умаром ибн Халидом.

## Предыстория
После битвы при Пуатье мусульманские рейды в районе Арля заставили франков начать новую экспедицию против них. Карл Мартелл собрал большую армию франков и бургундцев, захватил Авиньон, переправился через Рону и осадил Нарбонну.

## Битва
Пока Карл Мартелл энергично разворачивал осаду Нарбонны, губернатор Аль-Андалуса Укба ибн аль-Хаджаджа ас-Салули понял, что судьба всей Септимании зависит от удержания города, и решил отправить помощь. К Нарбонне был послан контингент под командованием эмира Умара ибн Халида.
Умар ибн Халид, чтобы ускорить продвижение и избежать засад в Пиренейских горах, отправился в Септиманию морем. Он прибыл в устье реки Берры и обнаружил укрепления, построенные франками для атаки. Тогда он высадился и решил достичь Нарбонны по суше. Однако Карл Мартелл не дал ему времени на перестроение и, узнав о прибытии врага, в воскресенье оставил часть армии осаждать город, а с другой частью двинулся на арабов. Противники встретились в долине, недалеко от древнего дворца вестготов Корбьера. Ибн Халид занял выгодные позиции около реки Берры, между Сальсасом (Виль-Сальс) и Сижаном, примерно в 2 км от моря и в 10 км к югу от Нарбонны. Тем не менее, атака франков застала арабов врасплох. Ошеломлённые арабы выдержали первую атаку, но Карл Мартелл лично возглавил следующую и в бою убил ибн Халида, силы арабов были рассеяны. Началась резня: бежавшие арабы прыгали в воду, рассчитывая спастись, но франки на лодках настигали их. В итоге большинство арабов либо пали в бою, либо утонули, либо попали в плен, немногими спасшимися стали те из них, кто успел добраться до кораблей в устье реки.

## Итоги
После победы Карл Мартелл опустошил арабские гарнизоны поселений Септимании, включая Ним, Агд, Безье и Магалону. Несмотря на эти победы, в том же году была проведена вторая экспедиция по восстановлению контроля над Провансом, откуда арабы ушли, лишь когда узнали, что Мартелл заключил союз с лангобардами.